# Хомстаун (Мисури)
Хомстаун (енгл. Homestown) град је у америчкој савезној држави Мисури.

## Демографија
По попису из 2010. године број становника је 151, што је 30 (-16,6%) становника мање него 2000. године.
| Група             | 2000.       | 2010.       |
| Белци             | 20 (11,0%)  | 4 (2,6%)    |
| Афроамериканци    | 161 (89,0%) | 144 (95,4%) |
| Азијати           | 0 (0,0%)    | 0 (0,0%)    |
| Хиспаноамериканци | 0 (0,0%)    | 0 (0,0%)    |
| Укупно            | 181         | 151         |